# 下津海水浴場

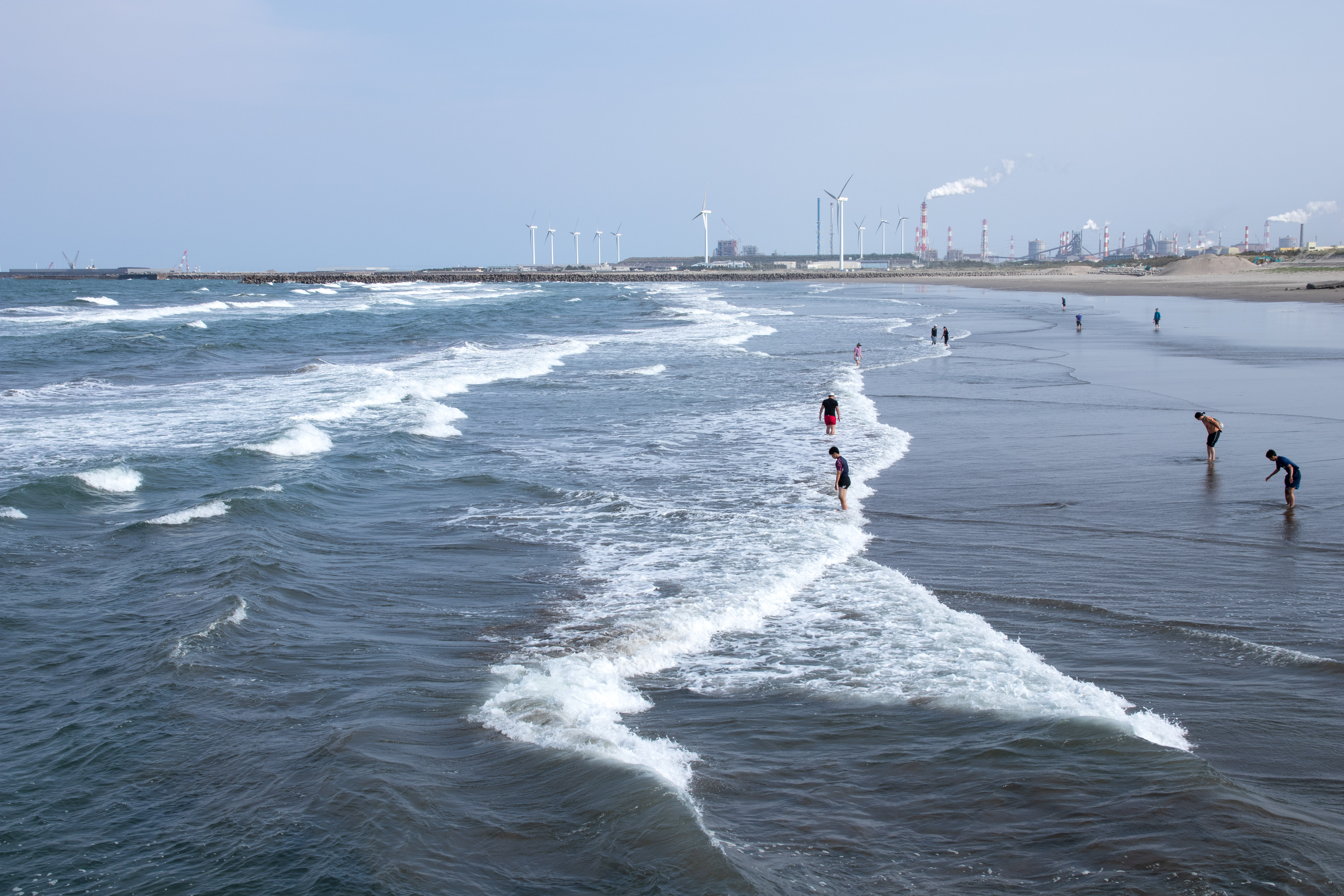
下津海水浴場。背景に鹿島臨海工業地帯を臨む。

下津海水浴場（おりつかいすいよくじょう）は、茨城県鹿嶋市にある海水浴場。北側に大竹海岸鉾田海水浴場（鉾田市）、南側に日川浜海水浴場（神栖市）が隣接している。

## 概要
鹿島灘に面した海岸であり、海水浴以外ではサーフィンにも適しており、各地からサーファーが訪れる。海水浴場が開設されている間は、NPO法人鹿嶋ライフガードチーム」が監視活動を行っている。また、鹿嶋市で唯一潮干狩りができる海水浴場である。鹿島港にある風力発電所の巨大風車や鹿島臨海工業地域を望むことができる。
下津海水浴場を含む鹿嶋市内の海水浴場には、年に数回小型のクジラが打ち上げられるが、2014年11月27日、下津海水浴場の近隣にて体長約12mのザトウクジラが打ち上げられた。

## 交通アクセス
- 東関東自動車道潮来ICより国道51号で鹿嶋方面